# ATP-toernooi van Peking
Het ATP-toernooi van Peking is een jaarlijks terugkerend tennistoernooi dat wordt georganiseerd door de ATP in de Chinese stad Peking. De wedstrijden worden gespeeld op hardcourt banen in de buitenlucht. De officiële naam voor het toernooi is de China Open. Het toernooi valt in de categorie "ATP Tour 500".
De eerste editie werd gespeeld in 1993, waarna het tot 1997 ieder jaar werd georganiseerd. Van 1997 tot 2003 werd er geen toernooi gespeeld, waarna werd besloten in 2004 de draad op te pakken en weer jaarlijks het toernooi te houden.
Tegelijkertijd spelen de vrouwen op dezelfde locatie het WTA-toernooi van Peking.

## Winnaars

### Enkelspel
| Jaar      | Winnaar                                | Finalist                               | Uitslag                                | Details                                |
| --------- | -------------------------------------- | -------------------------------------- | -------------------------------------- | -------------------------------------- |
| 1993      | Michael Chang (1)                      | Greg Rusedski                          | 7-6(5), 6-7(6), 6-4                    | Details                                |
| 1994      | Michael Chang (2)                      | Anders Järryd                          | 7-5, 7-5                               | Details                                |
| 1995      | Michael Chang (3)                      | Renzo Furlan                           | 7-5, 6-3                               | Details                                |
| 1996      | Greg Rusedski                          | Martin Damm                            | 7-6(5), 6-4                            | Details                                |
| 1997      | Jim Courier                            | Magnus Gustafsson                      | 7-6(10), 3-6, 6-3                      | Details                                |
| 1998 2003 | Geen toernooi                          | Geen toernooi                          | Geen toernooi                          | Geen toernooi                          |
| 2004      | Marat Safin                            | Michail Joezjny                        | 7-6(4), 7-5                            | Details                                |
| 2005      | Rafael Nadal (1)                       | Guillermo Coria                        | 5-7, 6-1, 6-2                          | Details                                |
| 2006      | Marcos Baghdatis                       | Mario Ančić                            | 6-4, 6-0                               | Details                                |
| 2007      | Fernando González                      | Tommy Robredo                          | 6-1, 3-6, 6-1                          | Details                                |
| 2008      | Andy Roddick                           | Dudi Sela                              | 6-4, 6-7(6), 6-3                       | Details                                |
| 2009      | Novak Đoković (1)                      | Marin Čilić                            | 6-2, 7-6(4)                            | Details                                |
| 2010      | Novak Đoković (2)                      | David Ferrer                           | 6-2, 6-4                               | Details                                |
| 2011      | Tomáš Berdych                          | Marin Čilić                            | 3-6, 6-4, 6-1                          | Details                                |
| 2012      | Novak Đoković (3)                      | Jo-Wilfried Tsonga                     | 7-6(4), 6-3                            | Details                                |
| 2013      | Novak Đoković (4)                      | Rafael Nadal                           | 6-3, 6-4                               | Details                                |
| 2014      | Novak Đoković (5)                      | Tomáš Berdych                          | 6-0, 6-2                               | Details                                |
| 2015      | Novak Đoković (6)                      | Rafael Nadal                           | 6-2, 6-2                               | Details                                |
| 2016      | Andy Murray                            | Grigor Dimitrov                        | 6-4, 7-6(2)                            | Details                                |
| 2017      | Rafael Nadal (2)                       | Nick Kyrgios                           | 6-2, 6-1                               | Details                                |
| 2018      | Nikoloz Basilasjvili                   | Juan Martín del Potro                  | 6-4, 6-4                               | Details                                |
| 2019      | Dominic Thiem                          | Stéfanos Tsitsipás                     | 3-6, 6-4, 6-1                          | Details                                |
| 2020 2022 | Geen toernooi wegens de coronapandemie | Geen toernooi wegens de coronapandemie | Geen toernooi wegens de coronapandemie | Geen toernooi wegens de coronapandemie |
| 2023      | Jannik Sinner                          | Daniil Medvedev                        | 7–6(2), 7–6(2)                         | Details                                |
| 2024      | Carlos Alcaraz                         | Jannik Sinner                          | 6–7(6), 6-4, 7–6(3)                    | Details                                |

### Dubbelspel
| Jaar      | Winnaars                               | Verliezend finalisten                  | Uitslag                                |                                        |
| --------- | -------------------------------------- | -------------------------------------- | -------------------------------------- | -------------------------------------- |
| 1993      | Paul Annacone Doug Flach               | Jacco Eltingh Paul Haarhuis            | 7-6, 6-3                               |                                        |
| 1994      | Tommy Ho (1) Kent Kinnear              | David Adams Andrej Olchovski           | 7-6, 6-3                               |                                        |
| 1995      | Tommy Ho (2) Sébastien Lareau          | Dick Norman Fernon Wibier              | 7-6, 7-6                               |                                        |
| 1996      | Martin Damm Andrej Olchovski           | Patrik Kühnen Gary Muller              | 6-4, 7-5                               |                                        |
| 1997      | Mahesh Bhupathi (1) Leander Paes       | Jim Courier Alex O'Brien               | 7-5, 7-6                               |                                        |
| 1998 2003 | Geen toernooi                          | Geen toernooi                          | Geen toernooi                          |                                        |
| 2004      | Justin Gimelstob (1) Graydon Oliver    | Alex Bogomolov jr. Taylor Dent         | 4-6, 6-4, 7-6                          |                                        |
| 2005      | Justin Gimelstob (2) Nathan Healey     | Dmitri Toersoenov Michail Joezjny      | 4-6, 6-3, 6-2                          |                                        |
| 2006      | Mahesh Bhupathi (2) Mario Ančić        | Michael Berrer Kenneth Carlsen         | 6-4, 6-3                               |                                        |
| 2007      | Rik de Voest Ashley Fisher             | Chris Haggard Lu Yen-hsun              | 6-7, 6-0, [10-6]                       |                                        |
| 2008      | Stephen Huss Ross Hutchins             | Ashley Fisher Bobby Reynolds           | 7-5, 6-4                               |                                        |
| 2009      | Bob Bryan (1) Mike Bryan (1)           | Mark Knowles Andy Roddick              | 6-4, 6-2                               |                                        |
| 2010      | Bob Bryan (2) Mike Bryan (2)           | Mariusz Fyrstenberg Marcin Matkowski   | 6-1, 7-6(5)                            |                                        |
| 2011      | Michaël Llodra Nenad Zimonjić          | Robert Lindstedt Horia Tecău           | 7-6(2), 7-6(4)                         |                                        |
| 2012      | Bob Bryan (3) Mike Bryan (3)           | Carlos Berlocq Denis Istomin           | 6-3, 6-2                               |                                        |
| 2013      | Maks Mirni Horia Tecău (1)             | Fabio Fognini Andreas Seppi            | 6-4, 6-2                               |                                        |
| 2014      | Jean-Julien Rojer Horia Tecău (2)      | Julien Benneteau Vasek Pospisil        | 6-7(6), 7-5, [10-5]                    |                                        |
| 2015      | Vasek Pospisil Jack Sock               | Daniel Nestor Édouard Roger-Vasselin   | 3-6, 6-3, [10-6]                       |                                        |
| 2016      | Pablo Carreño Busta Rafael Nadal       | Jack Sock Bernard Tomic                | 7-6(6), 2-6, [10-8]                    |                                        |
| 2017      | Henri Kontinen John Peers              | John Isner Jack Sock                   | 6-3, 3-6, [10-7]                       |                                        |
| 2018      | Łukasz Kubot Marcelo Melo              | Oliver Marach Mate Pavić               | 6-1, 6-4                               |                                        |
| 2019      | Ivan Dodig Filip Polášek               | Łukasz Kubot Marcelo Melo              | 6-3, 7-6(4)                            |                                        |
| 2020 2022 | Geen toernooi wegens de coronapandemie | Geen toernooi wegens de coronapandemie | Geen toernooi wegens de coronapandemie | Geen toernooi wegens de coronapandemie |
| 2023      | Ivan Dodig Austin Krajicek             | Wesley Koolhof Neal Skupski            | 6–7(12), 6–3, [10–5]                   |                                        |
| 2024      | Simone Bolelli Andrea Vavassori        | Harri Heliövaara Henry Patten          | 4–6, 6–3, [10–5]                       |                                        |

## Statistieken

### Meeste enkelspeltitels
| Aantal titels | Speler        | Jaren                              |
| ------------- | ------------- | ---------------------------------- |
| 6             | Novak Đoković | 2009, 2010, 2012, 2013, 2014, 2015 |
| 3             | Michael Chang | 1993, 1994, 1995                   |
| 2             | Rafael Nadal  | 2005, 2017                         |

(Bijgewerkt t/m 2024)

### Meeste enkelspeltitels per land
| Aantal titels | Land                |
| ------------- | ------------------- |
| 6             | Servië              |
| 5             | Verenigde Staten    |
| 3             | Spanje              |
| 2             | Verenigd Koninkrijk |

(Bijgewerkt t/m 2024)